# Шполярич, Йосип
Йо́сип Шполя́рич (хорв. Josip Špoljarić; 5 января 1997 года, Осиек, Хорватия) — хорватский футболист, полузащитник клуба «Залаэгерсег».

## Клубная карьера
Йосип — родился в Осике и тренировался в академии этого клуба. В 2014 году подписал с клубом первый профессиональный контракт. Начиная с сезона 2014/2015 является одним из игроков основного ростера, будучи футболистом замены. 8 ноября 2014 года дебютировал в чемпионате Хорватии поединком против «Хайдука», выйдя на замену на 89-й минуте вместо Марина Главаша. Всего в сезоне провёл четыре матча.
В чемпионате 2015/2016 выходил на поле в 12 поединках, из них четыре раза в стартовом составе.

## Карьера в сборной
Постоянно вызывается в юношеские сборные Хорватии, являлся основным игроком сборной среди юношей до 19 лет.